# كريس باوتشر
كريس باوتشر (بالإنجليزية: Chris Boucher)‏ هو كاتب سيناريو وكاتب بريطاني، ولد في 1943.

## وصلات خارجية
- كريس باوتشر على موقع IMDb (الإنجليزية)
- كريس باوتشر على موقع ميوزك برينز (الإنجليزية)
- كريس باوتشر على موقع قاعدة بيانات الفيلم (الإنجليزية)